# Adolf Bloß
Adolf Walter Bloß (* 18. Januar 1876 in Fleißen, Österreich-Ungarn; † 15. Februar 1949 in Dresden) war ein deutscher Bauingenieur, Reichsbahnbeamter und Hochschullehrer.

## Leben und Wirken

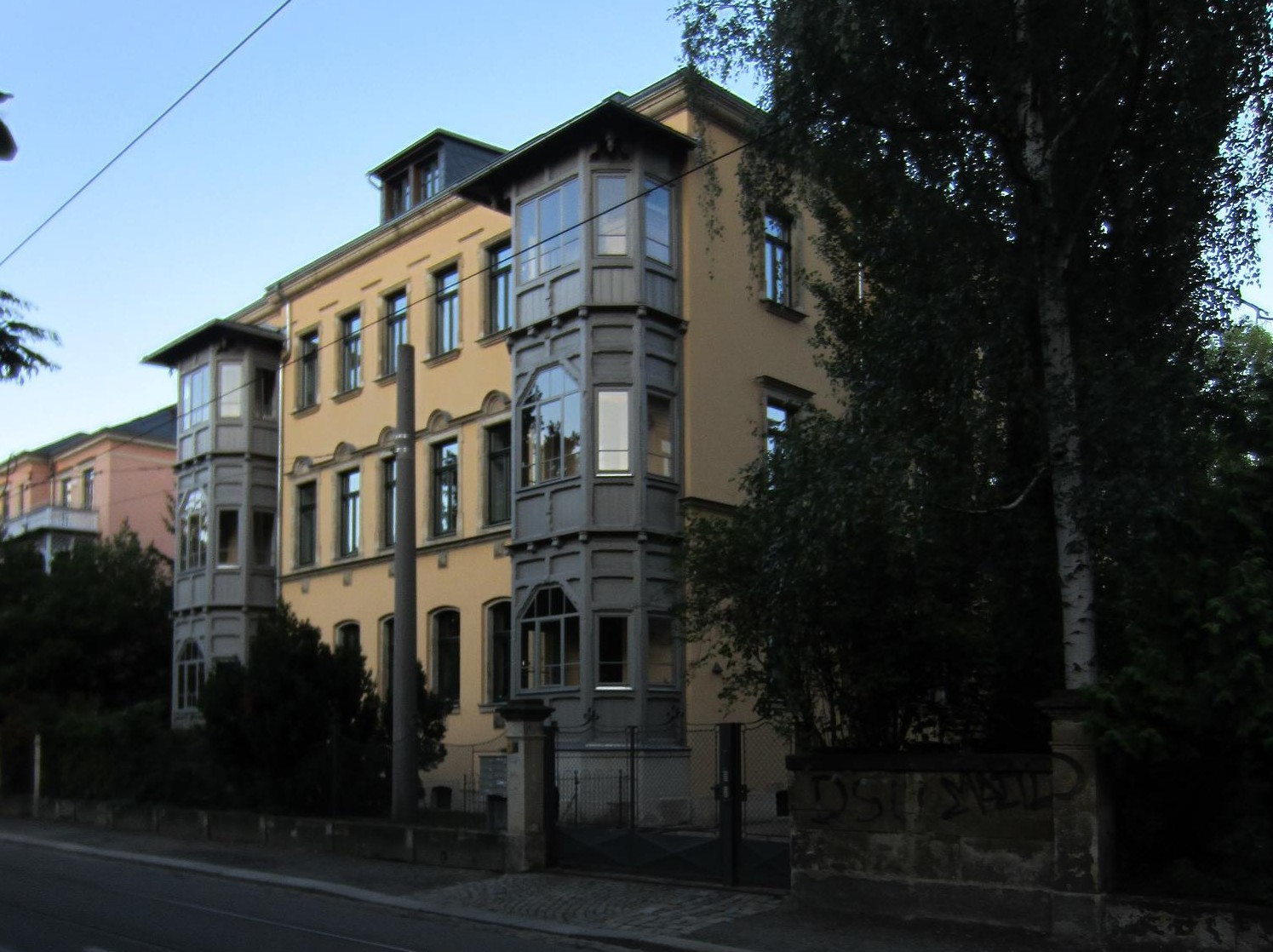
Letztes Wohnhaus von Adolf Bloß in Dresden-Blasewitz, Ludwig-Hartmann-Straße 9

Er stammte aus dem Königreich Böhmen und war der Sohn des Kaufmanns Wilhelm Bloß und dessen Ehefrau Christine. Nach dem Abitur am Staatsgymnasium in Eger 1895 studierte er ab 1896 Bauwesen und promovierte 1912 zum Dr.-Ing. Als Regierungsbaumeister wurde er am 1. Mai 1909 mit der Assistenzleistung beim Lehrstuhl für Eisenbahnbau an der Technischen Hochschule in Dresden beauftragt. Er blieb für die Deutsche Reichsbahn tätig, wo er später zum Oberreichsbahnrat, zum  Mitglied der Reichsbahndirektion Dresden und zuletzt zum Reichsbahndirektor aufstieg. Daneben war er nach dem Ersten Weltkrieg auch für die Volkshochschule in Dresden tätig.
An der Technischen Hochschule in Dresden wurde er zunächst außerplanmäßiger und 1924 außerordentlicher Professor für Bauingenieurwesen.
Bekannt wurde er vor allem für seine beiden sächsischen Eisenbahnbücher, die er herausgab.
Am 14. März 1905 hatte er in Mylau Rosa Marie geborene Wächtler geheiratet. Sie überlebte ihren Ehemann.
Er starb im Stadtkrankenhaus Dresden-Friedrichstadt an Altersschwäche und Herzinsuffizienz.

## Schriften (Auswahl)
- Lohn und Löhnungsarten (Dresdner Volkshochschule. Veröffentlichungen der Dresdner Volkshochschule, 1). Heinrich, Dresden 1919.
- Der Arbeitslohn. In: Arbeitskunde. B. G. Teubner, Leipzig 1925, S. 175–183.
- Oberbau und Gleisverbindungen (Handbibliothek für Bauingenieure, Teil 2. Eisenbahnwesen und Städtebau, Bd. 4). Julius Springer, Berlin 1927.
- (Hrsg.): Die Eisenbahn in Sachsen. Avalun-Verlag, Dresden-Hellerau [1931].
- (Hrsg.): Das Flügelrad in Sachsen. Ein Buch von der Heimat und ihre Eisenbahnen. Reichsbahndirektion, Dresden 1943.